# 朱莉·托尔斯
朱莉·托尔斯（英語：Julie Towers，1976年10月12日—），澳大利亚女子曲棍球运动员。她曾代表澳大利亚参加2000年和2004年夏季奥林匹克运动会曲棍球比赛，其中2000年奥运会获得一枚金牌。